# Jan Čaloun
Jan Čaloun (* 20. prosince 1972, Ústí nad Labem) je český hokejový trenér a bývalý útočník.

## Hráčská kariéra
Jan Čaloun zahájil svou extraligovou kariéru v roce 1990 v týmu HC Chemopetrol Litvínov, většinu kariéry ale strávil mimo českou extraligu - nejprve v nižších severoamerických soutěžích, později v NHL a ve finské lize.

## Hokejbal
Jan Čaloun se kromě hokeje věnuje i hokejbalu. V roce 1998 byl členem týmu, který získal v Litoměřicích titul mistra světa. V sezóně 2009/2010 působil jako útočník v extraligovém klubu Elba Franklin Ústí nad Labem, v dalších sezónách hrál v klubech v nižších soutěžích. V ročníku 2021/2022 začal nastupovat za tým HSÚ Pivní veteráni Ústí nad Labem v severočeské oblastní lize. S nimi nakonec i tuto soutěž vyhrál, když ve finále porazili tým SK Dubí "B" 3:0 na zápasy. Čaloun si navíc zahrál v jednom týmu i se svým starším synem.

## Ocenění a úspěchy
- 1992 MSJ - Nejlepší střelec
- 1993 ČSHL - Nejlepší střelec
- 1997 AHL - All-Star Game
- 1997 AHL - Druhý All-Star Team
- 1998 SM-l - All-Star Team
- 1999 SM-l - All-Star Team
- 1999 SM-l - Trofej Lasse Oksanena
- 1999 SM-l - Trofej Veli-Pekka Ketolana
- 1999 SM-l - Nejlepší nahrávač
- 1999 SM-l - Nejlepší střelec v playoff
- 1999 SM-l - Hráč měsíce října 1998
- 1999 SM-l - Hráč měsíce února 1999
- 2000 SM-l - Nejlepší střelec v přesilových hrách
- 2002 SM-l - Nejlepší nahrávač
- 2003 SM-l - Trofej Veli-Pekka Ketolana
- 2003 SM-l - Hráč měsíce listopadu 2002
- 2006 ČHL - Nejlepší střelec v přesilových hrách

## Prvenství
- Debut v NHL - 18. března 1996 (Boston Bruins proti San Jose Sharks)
- První gól v NHL - 18. března 1996 (Boston Bruins proti San Jose Sharks, kanadskému brankáři Bill Ranford)
- První asistence v NHL - 28. března 1996 (Colorado Avalanche proti San Jose Sharks)

## Klubová statistika
| Sezóna        | Klub                    | Soutěž        |     | Základní část | Základní část | Základní část | Základní část | Základní část |    | Play off | Play off | Play off | Play off | Play off |
| Sezóna        | Klub                    | Soutěž        | Z   | G             | A             | B             | TM            | Z             | G  | A        | B        | TM       |          |          |
| 1990–91       | HC CHZ Litvínov         | ČSHL          | 42  | 23            | 18            | 41            | 12            | 8             | 5  | 1        | 6        | 0        |          |          |
| 1991–92       | HC Chemopetrol Litvínov | ČSHL          | 37  | 32            | 7             | 39            | 24            | 9             | 7  | 6        | 13       | —        |          |          |
| 1992–93       | HC Chemopetrol Litvínov | ČSHL          | 36  | 37            | 16            | 53            | —             | 11            | 8  | 6        | 14       | —        |          |          |
| 1993–94       | HC Chemopetrol Litvínov | ČHL           | 38  | 25            | 17            | 42            | —             | 4             | 2  | 2        | 4        | —        |          |          |
| 1994–95       | Kansas City Blades      | IHL           | 76  | 34            | 39            | 73            | 50            | 21            | 13 | 10       | 23       | 18       |          |          |
| 1995–96       | San Jose Sharks         | NHL           | 11  | 8             | 3             | 11            | 0             | —             | —  | —        | —        | —        |          |          |
| 1995–96       | Kansas City Blades      | IHL           | 61  | 38            | 30            | 68            | 58            | 5             | 0  | 1        | 1        | 6        |          |          |
| 1996–97       | San Jose Sharks         | NHL           | 2   | 0             | 0             | 0             | 0             | —             | —  | —        | —        | —        |          |          |
| 1996–97       | Kentucky Thoroughblades | AHL           | 66  | 43            | 43            | 86            | 68            | 4             | 0  | 1        | 1        | 4        |          |          |
| 1997–98       | HIFK                    | SM-l          | 41  | 22            | 26            | 48            | 73            | 9             | 6  | 11       | 17       | 6        |          |          |
| 1998–99       | HIFK                    | SM-l          | 51  | 24            | 57            | 81            | 95            | 8             | 8  | 6        | 14       | 31       |          |          |
| 1999–00       | HIFK                    | SM-l          | 44  | 38            | 34            | 72            | 94            | 9             | 3  | 6        | 9        | 10       |          |          |
| 2000–01       | Columbus Blue Jackets   | NHL           | 11  | 0             | 3             | 3             | 2             | —             | —  | —        | —        | —        |          |          |
| 2000–01       | HIFK                    | SM-l          | 24  | 8             | 14            | 22            | 42            | —             | —  | —        | —        | —        |          |          |
| 2001–02       | Espoo Blues             | SM-l          | 48  | 15            | 43            | 58            | 49            | 3             | 1  | 1        | 2        | 25       |          |          |
| 2002–03       | Espoo Blues             | SM-l          | 46  | 22            | 33            | 55            | 6             | 7             | 5  | 4        | 9        | 4        |          |          |
| 2003–04       | Espoo Blues             | SM-l          | 44  | 16            | 23            | 39            | 34            | —             | —  | —        | —        | —        |          |          |
| 2004–05       | Severstal Čerepovec     | RSL           | 5   | 0             | 0             | 0             | 0             | —             | —  | —        | —        | —        |          |          |
| 2004–05       | HK Sibir Novosibirsk    | RSL           | 1   | 0             | 0             | 0             | 0             | —             | —  | —        | —        | —        |          |          |
| 2004–05       | HC Chemopetrol          | ČHL           | 24  | 26            | 13            | 39            | 47            | 6             | 1  | 2        | 3        | 16       |          |          |
| 2004–05       | HC Slovan Ústečtí Lvi   | 1.ČHL         | 2   | 1             | 3             | 4             | 2             | —             | —  | —        | —        | —        |          |          |
| 2005–06       | HC Moeller Pardubice    | ČHL           | 48  | 19            | 20            | 39            | 14            | —             | —  | —        | —        | —        |          |          |
| 2006–07       | HC Moeller Pardubice    | ČHL           | 48  | 20            | 12            | 32            | 60            | 16            | 7  | 4        | 11       | 2        |          |          |
| 2007–08       | HC Slovan Ústečtí Lvi   | ČHL           | 23  | 6             | 7             | 13            | 16            | —             | —  | —        | —        | —        |          |          |
| 2008–09       | HC Litvínov             | ČHL           | 2   | 0             | 1             | 1             | 2             | —             | —  | —        | —        | —        |          |          |
| 2008–09       | HC Slovan Ústečtí Lvi   | 1.ČHL         | 30  | 12            | 7             | 19            | 20            | 13            | 3  | 5        | 8        | 12       |          |          |
| 2009–10       | HC Vrchlabí             | 1.ČHL         | 30  | 13            | 14            | 27            | 20            | —             | —  | —        | —        | —        |          |          |
| Celkem v ČSHL | Celkem v ČSHL           | Celkem v ČSHL | 132 | 104           | 48            | 152           | —             | 11            | 8  | 6        | 14       | —        |          |          |
| Celkem v ČHL  | Celkem v ČHL            | Celkem v ČHL  | 192 | 96            | 72            | 168           | —             | 26            | 10 | 8        | 18       | 18       |          |          |
| Celkem v SM-l | Celkem v SM-l           | Celkem v SM-l | 298 | 145           | 230           | 375           | 393           | 36            | 23 | 28       | 51       | 76       |          |          |

## Reprezentace
- Premiéra v reprezentaci - 30.8.1992 v Helsinkách proti Rusku (Sauna Cup)

| Rok                       | Tým                       | Soutěž                    | Z  | G  | A | B  | TM |
| ------------------------- | ------------------------- | ------------------------- | -- | -- | - | -- | -- |
| 1990                      | Československo 18         | MEJ                       | 6  | 4  | 3 | 7  | 16 |
| 1992                      | Československo 20         | MSJ                       | 7  | 8  | 1 | 9  | 20 |
| 1993                      | Česko                     | MS                        | 8  | 0  | 2 | 2  | 8  |
| 1998                      | Česko                     | OH                        | 3  | 0  | 0 | 0  | 6  |
| 1999                      | Česko                     | MS                        | 6  | 4  | 2 | 6  | 4  |
| Juniorská kariéra celkově | Juniorská kariéra celkově | Juniorská kariéra celkově | 13 | 12 | 4 | 16 | 36 |
| Seniorská kariéra celkově | Seniorská kariéra celkově | Seniorská kariéra celkově | 17 | 4  | 4 | 8  | 18 |

Celková bilance 54 utkání/17 branek